# Transcodifica
La transcodifica è un'operazione informatica che consiste nella conversione di un documento o di un flusso di dati da una codifica a un'altra. Questa operazione è comunemente utilizzata per garantire la compatibilità tra diversi sistemi, applicazioni o dispositivi che supportano formati di codifica differenti. La transcodifica può riguardare vari aspetti della rappresentazione dei dati, come il set di caratteri, il formato dei file o la struttura del documento.

## Tipologie di transcodifica
La transcodifica può avvenire in diversi contesti e con differenti finalità, tra cui:

### Conversione di set di caratteri
Uno degli scenari più comuni riguarda la conversione di un testo codificato con un determinato set di caratteri (character set) in un altro. Ad esempio, un documento scritto in UTF-8 può essere convertito in ASCII per garantire la compatibilità con sistemi che non supportano il primo standard.
Altri esempi includono:
- La conversione tra codifiche ISO-8859-1 e UTF-16, utile per applicazioni che necessitano di supporto per caratteri non latini.[6]
- L'adattamento di testi tra codifiche utilizzate su diversi sistemi operativi (es. Windows-1252 su Windows e UTF-8 su Unix/Linux).

### Transcodifica di formati di documenti
Un altro utilizzo frequente della transcodifica è la conversione tra formati di documenti strutturati, ad esempio:
- Da XML a HTML, utile per la presentazione di dati su pagine web.[7][8][9]
- Da Markdown a PDF o DOCX, per esigenze di formattazione avanzata.[10][11]
- Da JSON a CSV, per agevolare l'importazione ed esportazione di dati in software di gestione.

### Transcodifica di flussi multimediali
Nel campo del multimedia, la transcodifica è utilizzata per convertire file audio, video o immagini in formati diversi. Ad esempio:
- La conversione di un file video da AVI a MP4 per migliorarne la compatibilità con i dispositivi mobili.
- Il cambio di codec audio, ad esempio da MP3 a AAC, per ottimizzare la qualità del suono o la compressione.
- L'adattamento della risoluzione o del bitrate di un video per lo streaming su reti a bassa velocità.

### Transcodifica in processi di integrazione software
Nel contesto aziendale, la transcodifica è spesso impiegata nella migrazione o integrazione di software gestionali, soprattutto quando è necessario uniformare tabelle o codifiche differenti tra sistemi. Alcuni esempi includono:
- La conversione di tabelle di codici di pagamento tra due software di contabilità che utilizzano nomenclature diverse.
- L'adattamento di codici agente o di altri identificativi univoci nei database di CRM (Customer Relationship Management).